# Lista das 100 melhores canções da década de 2000 pela Rolling Stone
As 100 melhores canções da década 2000 pela Rolling Stones, é uma lista publicada nos pela revista norte-americana Rolling Stone, que lista as melhores músicas da década 2000 - 2009, de acordo com um painel de 100 escritores, críticos musicais e artistas e membros especializados na área da indústria musical. A lista foi publicada em Junho de 2009, sendo publicada online na integra pela primeira vez dois anos depois, em 17 de Junho de 2011. 
De acordo com a Rolling Stones a lista "reflete o lado eclético da década, com faixas revivalistas de rock, dance, hip-hop, R&B modernos e ícones pop".

## Top 10 da lista
1. "Crazy" - Gnarls Barkley
2. "99 Problems" - Jay-Z
3. "Crazy in Love" - Beyoncé Knowles
4. "Hey Ya!" - Outkast
5. "Paper Planes" - M.I.A.
6. "Seven Nation Army" - The White Stripes
7. "Maps" - Yeah Yeah Yeahs
8. "Rehab" - Amy Winehouse
9. "Beautiful Day" - U2
10. "Stan" - Eminem